# Staatsnationalisme

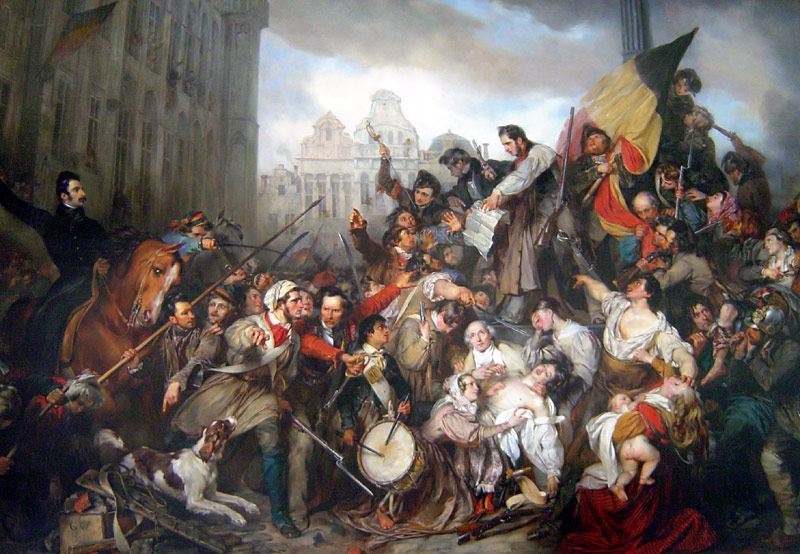
Afbeelding van het staatsnationalisme tijdens de Belgische Revolutie in 1830

Staatsnationalisme is een variant van burgerlijk nationalisme, vaak (maar niet altijd) gecombineerd met etnisch nationalisme. Deze stroming impliceert dat de natie een gemeenschap is van mensen die bijdragen aan het behoud en de kracht van de staat, en dat het individu bestaat om aan dit doel bij te dragen. Het Italiaanse fascisme, onder leiding van Benito Mussolini, is een prominent voorbeeld, gekarakteriseerd door de slogan: "Tutto nello Stato, niente al di fuori dello Stato, nulla contro lo Stato" ("Alles in de staat, niets buiten de staat, niets tegen de staat"). Dit staat echter op gespannen voet met liberale idealen van individuele vrijheid en met liberaal-democratische principes. De creatie van een unitaire en centralistische Franse staat tijdens de Jacobijnse revolutie wordt vaak beschouwd als de originele vorm van staatsnationalisme. Een latere toepassing van staatsnationalisme is te zien in het Spanje onder het regime van Francisco Franco.
De term 'staatsnationalisme' wordt vaak gebruikt in conflicten tussen verschillende vormen van nationalisme, vooral wanneer een secessionistische beweging botst met een gevestigde 'natiestaat'. De separatisten gebruiken deze term om de legitimiteit van de grotere staat in twijfel te trekken, waarbij staatsnationalisme wordt gezien als minder authentiek en minder democratisch. Vlaamse separatisten verwijzen bijvoorbeeld naar het Belgisch nationalisme als staatsnationalisme. Baskische en Corsicaanse separatisten gebruiken deze term respectievelijk voor Spanje en Frankrijk. Er zijn geen objectieve criteria om te beoordelen welke zijde gelijk heeft, wat vaak resulteert in verdeelde bevolkingen met tegenstrijdige oproepen tot loyaliteit en patriottisme. Kritieken op het zogenaamde 'burgernationalisme' pleiten vaak voor het schrappen van de term, omdat deze vaak geassocieerd wordt met imperialisme (in het geval van Frankrijk), patriottisme of eenvoudigweg als een verlengstuk van 'etnisch' of 'echt' nationalisme wordt gezien.